# کوین بیوندی
کوین بیوندی (انگلیسی: Kevin Biondi؛ زادهٔ ۱۰ فوریهٔ ۱۹۹۹) بازیکن فوتبال اهل ایتالیا است.